# 1994
1994（千九百九十四、一九九四、せんきゅうひゃくきゅうじゅうよん）は、自然数また整数において、1993の次で1995の前の数である。

## 性質
- 1994は合成数であり、約数は 1, 2, 997, 1994 である。
  - 約数の和は2994。
- 577番目の半素数である。1つ前は1991、次は2005。
- 1994 = 252 + 372
  - n = 25 のときの n2 + (n + 12)2 とみたとき1つ前は1872、次は2120。
  - 異なる2つの平方数の和で表せる568番目の数である。1つ前は1993、次は1997。(オンライン整数列大辞典の数列 A004431)
- 約数の和が1994になる数は1個ある。(1993) 約数の和1個で表せる302番目の数である。1つ前は1992、次は1995。
- 各位の和が23になる36番目の数である。1つ前は1985、次は2399。

## その他 1994 に関連すること
- 西暦1994年
- 中日ドラゴンズのマスコットキャラクタードアラの背番号
- 阪神タイガースのマスコットキャラクターラッキーの背番号
- 1994; -1979年に結成されたアメリカ合衆国のバンド。ボーカルはカレン・ローレンス。前身はL.A.ジェッツ。バンド名の由来は結成を決めた会合に使われたホテルの部屋番号。
- 1994 (企業)